# Монтіселло (Мен)
Монтіселло (англ. Monticello) — місто (англ. town) в США, в окрузі Арустук штату Мен. Населення — 737 осіб (2020).

## Демографія
Згідно з переписом 2010 року, у місті мешкало 790 осіб у 343 домогосподарствах у складі 224 родин. Було 422 помешкання
Расовий склад населення:
| - 92,9 % — білих - 4,6 % — корінних американців - 0,3 % — чорних або афроамериканців - 0,3 % — азіатів |

До двох чи більше рас належало 2,0 %. Частка іспаномовних становила 0,3 % від усіх жителів.
За віковим діапазоном населення розподілялося таким чином: 18,0 % — особи молодші 18 років, 62,8 % — особи у віці 18—64 років, 19,2 % — особи у віці 65 років та старші. Медіана віку мешканця становила 47,1 року. На 100 осіб жіночої статі у місті припадало 109,0 чоловіків;  на 100 жінок у віці від 18 років та старших — 107,0 чоловіків також старших 18 років.
Середній дохід на одне домашнє господарство  становив 54 833 долари США (медіана — 37 500), а середній дохід на одну сім'ю — 55 275 доларів (медіана — 50 750). Медіана доходів становила 36 094 долари для чоловіків та 33 750 доларів для жінок. За межею бідності перебувало 20,9 % осіб, у тому числі 28,6 % дітей у віці до 18 років та 9,6 % осіб у віці 65 років та старших.
Цивільне працевлаштоване населення становило 312 осіб. Основні галузі зайнятості: освіта, охорона здоров'я та соціальна допомога — 18,9 %, роздрібна торгівля — 14,1 %, транспорт — 11,5 %, публічна адміністрація — 11,2 %.